# Philopotamus montanus
Philopotamus montanus är en nattsländeart som först beskrevs av Donovan 1813.  Philopotamus montanus ingår i släktet Philopotamus och familjen stengömmenattsländor. Arten är reproducerande i Sverige.

## Underarter
Arten delas in i följande underarter:
- P. m. caurelensis
- P. m. cesareus
- P. m. chrysopterus
- P. m. perversus
- P. m. pyrenaicus
- P. m. scoticus